# Thạch Thủ
Thạch Thủ (chữ Hán giản thể: 石首市, Hán Việt: Thạch Thủ thị) là một thành phố cấp huyện thuộc địa cấp thị Kinh Châu, tỉnh Hồ Bắc, Cộng hòa Nhân dân Trung Hoa. Thành phố này có diện tích km², dân số người. Thạch Thủ được thành lập tháng 8 năm 1986. Thành phố này có diện tích 1427 km², dân số năm 2002 là 626.200 người. Mã số bưu chính là 0716, mã bưu chính là 434400. Cho đến thời điểm 31/12/2005, thành phố này được chia thành 2 nhai đạo, 11 trấn và 1 hương. Các đơn vị này lại được chia thành 29 uỷ ban cư, 274 uỷ ban thôn.